# Маркизет

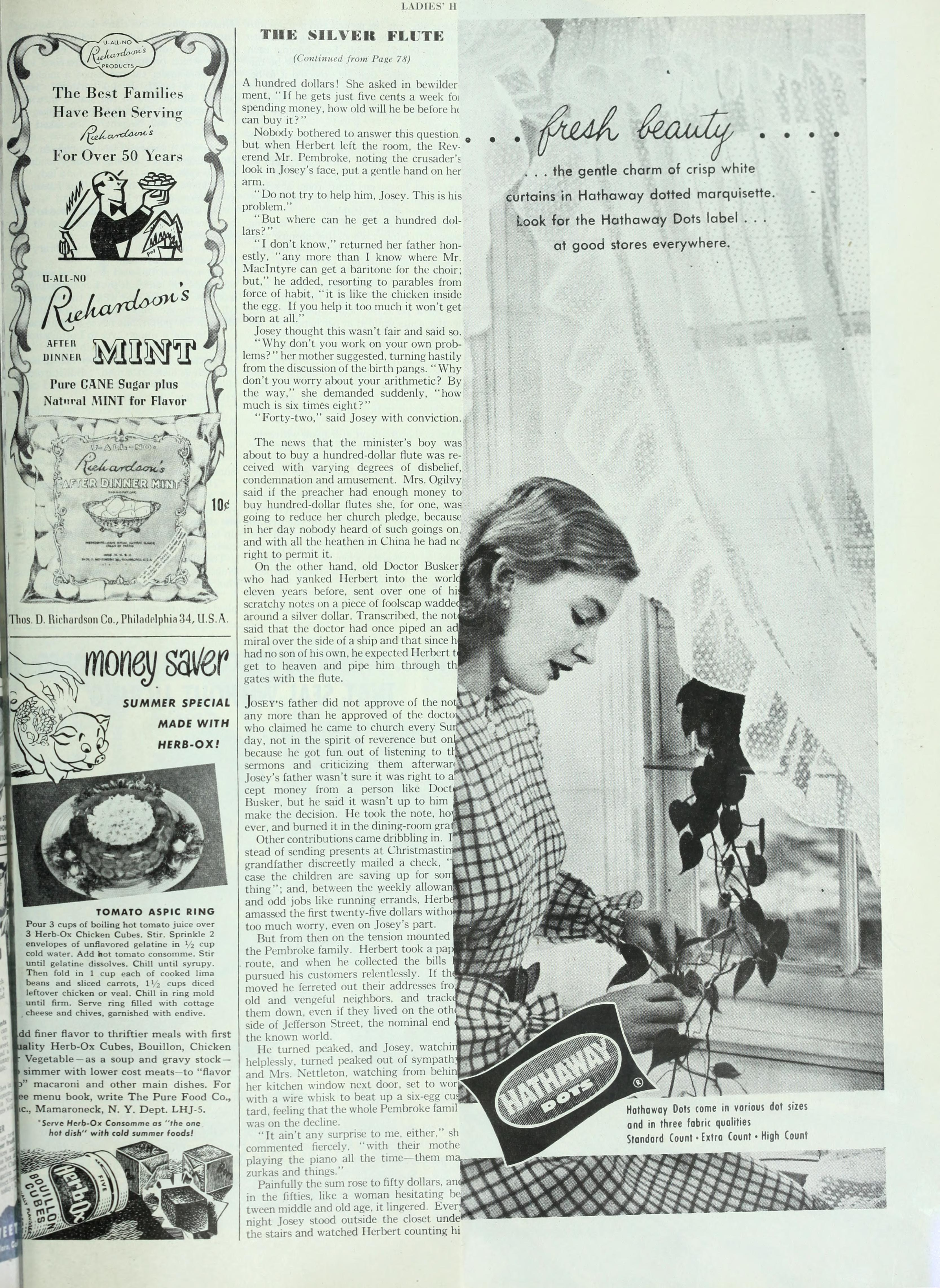
Реклама маркизетовых штор в горошек. 1948

Маркизе́т — лёгкая, тонкая прозрачная хлопчатобумажная или вискозная ткань полотняного переплетения. Обычно выпускается набивным с крупными цветочным узором и реже отбеленным и гладкокрашеным.
Хлопчатобумажный маркизет вырабатывается из кручёной пряжи самого высокого качества, а вискозный — из нити повышенной крутки. Маркизет обладает привлекательным внешним видом: у него гладкая поверхность с приятным шелковистым блеском. Маркизет несколько жёстче батиста, отлично пропускает воздух, мало загрязняется и хорошо переносит стирку. Маркизет относится к летним сорочечно-платьевым тканям, из него в основном шьют блузки и платья, детскую одежду, но из хлопчатобумажного маркизета — иногда и бельё.
В стихотворении Беранже «Чердак» в переводе В. А. Рождественского в цветное платье из лёгкого маркизета одета лирическая героиня Лизетта: «Какой ценой свой лёгкий маркизет / Достала ты — не мог тогда не знать я». Маркизет также упоминается в стихотворении Игоря Северянина «Моя знакомая» 1930 года и служит характеристикой адресата этого произведения: «Ты вся из Houbigant! ты вся из маркизета!»